# Partito Comunista dei Lavoratori
Il Partito Comunista dei Lavoratori (PCL) è un partito politico italiano di estrema sinistra costituitosi nel 2006 dalla scissione di una delle correnti trotskiste del Partito della Rifondazione Comunista (PRC), guidata da Marco Ferrando.
Il PCL è stato, dalla sua fondazione fino al 2017, la sezione italiana del Coordinamento per la Rifondazione della Quarta Internazionale (CRQI).

## Storia

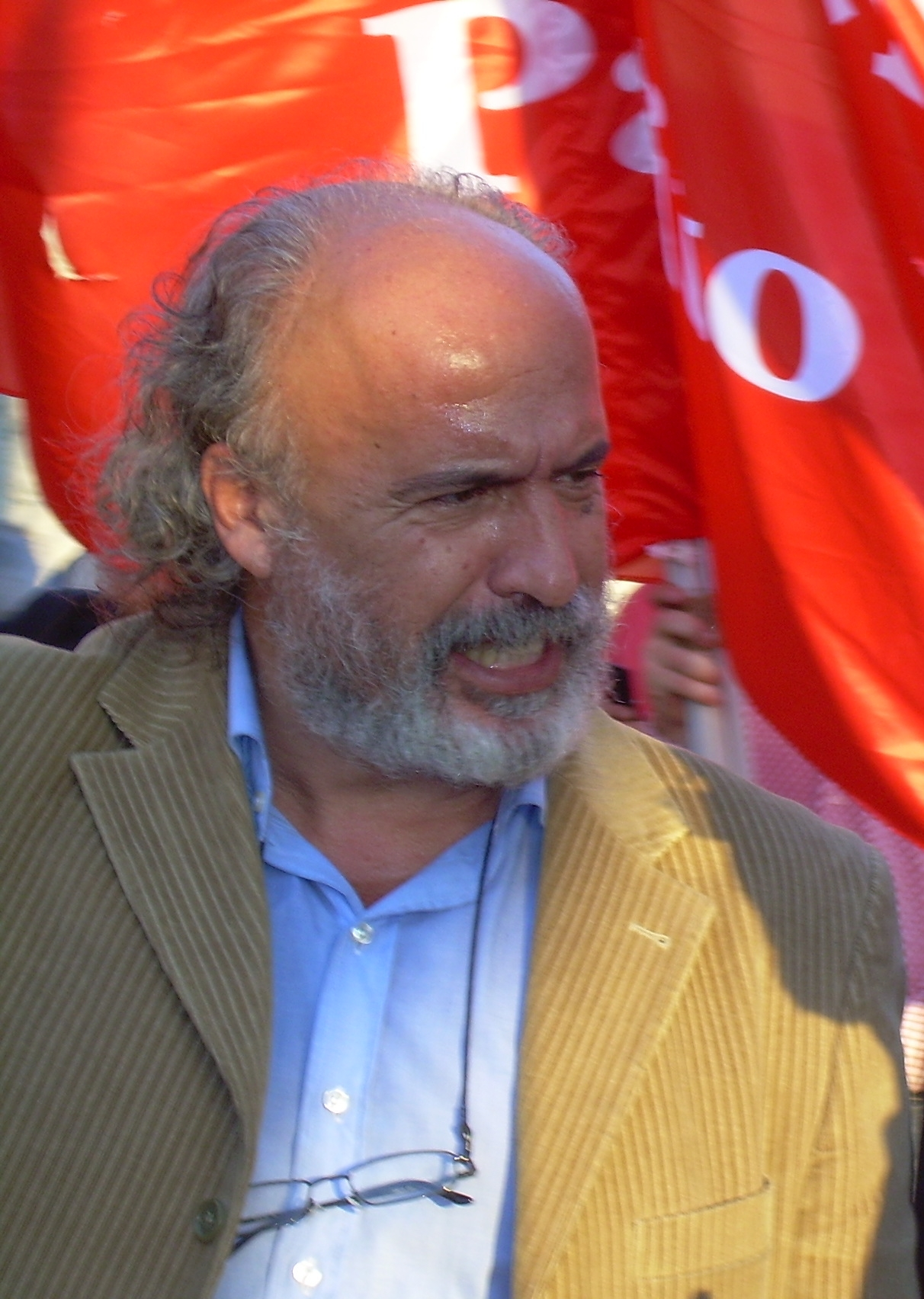
Marco Ferrando, fondatore del partito.

La fondazione del nuovo soggetto politico venne causata da una spaccatura all'interno di Rifondazione a seguito dell'ingresso di tale partito nel secondo governo Prodi. La corrente di Progetto Comunista (nella quale il PCL ha le sue origini) perseguiva infatti una linea politica massimalista legata all'esperienza e ai principi del socialismo rivoluzionario e del marxismo trotskista e antistalinista. Per questo era contraria a ogni ipotesi di alleanza di governo con soggetti rappresentanti gli interessi della borghesia e nella fattispecie si opponeva all'accordo con L'Ulivo.
L'area criticava dunque le mosse del PRC anche riguardo alle passate legislature di centro-sinistra (primo governo Prodi, Governo D'Alema I, Governo D'Alema II e Amato) e all'azione politica dell'allora segretario di Rifondazione, Fausto Bertinotti. Il PRC fu da sempre qualificato da Progetto Comunista come un partito comunista distorto, con limiti e grandi potenzialità nella sua fase nascitura, ma descritto più avanti come un partito socialdemocratico.
Dopo il discusso episodio di esclusione di Ferrando dalle liste del PRC al Senato durante le elezioni politiche del 2006 e in contrarietà a un'entrata al governo, giudicata disastrosa, il gruppo di Progetto Comunista guidato da Ferrando promosse una scissione con il dichiarato obiettivo di preservare un'opposizione comunista al nuovo governo. Le forze raccolte all'interno del PRC poterono consentire la fondazione di un nuovo soggetto politico.
La tappa costituente del PCL si svolse al cinema Barberini di Roma il 18 giugno 2006 con la formalizzazione del nuovo simbolo e del gruppo di coordinamento a livello nazionale. In tale data cominciò anche il tesseramento e l'azione politica del movimento. Al Movimento per il Partito Comunista dei Lavoratori (McPCL) aderirono attivisti e dirigenti trotzkisti del PRC, membri della sinistra sindacale dei vari sindacati e attivisti provenienti dai movimenti.
Alle elezioni amministrative del 2007 il McPCL è riuscito a raccogliere le firme necessarie per presentarsi in molte delle principali città dove si è votato (Genova, Reggio Calabria, Ancona, Conegliano e Rieti), oltre che in comuni minori, ottenendo mediamente lo 0,76%.
Alle elezioni politiche del 2008 il PCL riesce a partecipare in tutta Italia senza raccogliere le firme grazie all'appoggio dei parlamentari Giorgio Carta e Mauro Bulgarelli. Il partito ha ottenuto lo 0,57% alla Camera (208.394 voti) e lo 0,55% al Senato (180.454 voti). Sebbene non sia stato eletto alcun parlamentare presentatosi nelle liste del partito, nel 2009 il partito è invece riuscito a eleggere dei consiglieri nei seguenti comuni: Casalpusterlengo: 6,56% (1 seggio), Ozzano dell'Emilia: 5,37% (1 seggio), Finale Ligure: 4,93% (1 seggio) e Buttigliera Alta: 7,34% (1 seggio).
Inoltre anche a Novi Ligure il PCL ha avuto per alcuni anni un consigliere comunale, Francesco Moro, che si è distaccato da Rifondazione Comunista, presente nella coalizione di centro-sinistra. Alle elezioni europee e amministrative del 2009 il PCL si è presentato senza apparentamenti con altri partiti. Alle Europee, il capo politico Marco Ferrando è stato capolista nelle circoscrizioni Nord-ovest, Nord-est e Italia centrale, mentre il partito non era presente nelle circoscrizioni Sud e Isole.
A eccezione della regione Basilicata dove ha ottenuto 3.512 voti (1,0%), alle elezioni regionali del 2010 il PCL è stato escluso dalla competizione elettorale a causa del mancato raggiungimento del numero di firme necessario per poter presentare le proprie liste. In segno di protesta contro la legge elettorale, considerata vessatoria e non democratica, indica ai suoi elettori di non votare, con l'esclusione di Lombardia e Marche dove dà indicazione di voto critica per la Federazione della Sinistra in quanto uniche regioni in cui essa è presente fuori dalla coalizione di centrosinistra.
Nelle elezioni amministrative del 2011 il PCL è stato presente con proprie liste indipendenti in quasi tutti i capoluoghi regionali (Torino, Milano, Bologna, Napoli, Catanzaro e Cagliari), in competizioni provinciali (Pavia, Treviso e Reggio Calabria) e di comuni capoluogo (Savona e Reggio Calabria). Dopo aver presentato proprie liste e candidati alternativi al primo turno il PCL ha dato indicazione di voto per Giuliano Pisapia (Milano) e Luigi De Magistris (Napoli) nei ballottaggi, così da «concorrere alla sconfitta politica delle destre» pur «senza l'illusione che tali candidati rappresentino una reale alternativa per i lavoratori e per gli sfruttati».
Alle elezioni politiche del 2013 il PCL si è presentato solo in alcune regioni italiane, ottenendo lo 0,26% alla Camera (89.970 voti) e lo 0,37% (113.936 voti) al Senato. Non è stato eletto alcun candidato presentatosi nelle liste del partito. Alle elezioni regionali in Basilicata di quello stesso anno ha sostenuto la candidatura di Florenzo Doino come tre anni prima e ottenuto lo 0,36% dei consensi.
Alle elezioni regionali del 2015 il PCL si è presentato solamente in Liguria (dove ha appoggiato la candidatura di Matteo Piccardi) e in Umbria (dove ha costituito una lista unitaria con Casa Rossa e ha sostenuto la candidatura di Aurelio Fabiani), ottenendo in media lo 0,52% dei consensi.
Alle elezioni amministrative del 2016 il PCL si è presentato con le proprie liste nei capoluoghi Torino (0,17%), Milano (0,42%), Savona (1,2%), Bologna (1,3%) e Napoli (0,08%).
In occasione del referendum costituzionale del 2016 il PCL si è schierato per il «NO».
Nel dicembre 2017 è stata ufficializzata la presentazione per le elezioni politiche del 2018 di una lista comune tra il PCL e Sinistra Classe Rivoluzione dal nome Per una Sinistra Rivoluzionaria con un programma marxista. La lista ha ottenuto 29.176 voti (0,08%) alla Camera e 32.501 voti (0,10%) al Senato.
Il 7 dicembre 2019 promuove, insieme a Partito Comunista Italiano e Sinistra Anticapitalista, il Coordinamento Unitario delle Sinistre d'Opposizione.
In occasione del referendum costituzionale sulla riduzione del numero dei parlamentari del 2020 il PCL si schiera per il «NO».
Nel febbraio 2022 la Tendenza interna Anticapitalismo e rivoluzione, costituita nel 2020, si scinde dal partito andando a creare l'Associazione Marxista Rivoluzionaria ControVento.
In vista delle elezioni politiche del 2022 il PCL invia un appello a Sinistra Classe Rivoluzione, Sinistra Anticapitalista, Fronte Comunista/Fronte della Gioventù Comunista e Tendenza Internazionalista Rivoluzionaria per una lista di classe, anticapitalista e internazionalista. Dopo il rifiuto di tutti i destinatari, il PCL decide di presentare proprie liste in alcuni collegi senatoriali, riuscendo a raccogliere le firme solo in Liguria. Otterrà 4.484 voti (0,02% a livello nazionale) senza eleggere alcun candidato.
Marco Ferrando si candida poi alla presidenza della regione Liguria alle regionali del 2024 raccogliendo però solo lo 0,32% (circa 1.800 voti).

## Ideologia
Dal primo articolo dello statuto del partito si legge: 
1) L'opposizione alle classi dominanti e ai loro governi, qualunque caratteristica essi assumono, inclusi quelli di centrosinistra o di sinistra riformista;
2) La prospettiva di un governo dei lavoratori e delle lavoratrici che abolisca il modo di produzione capitalistico e riorganizzi la società su basi socialiste;
3) Il collegamento costante tra gli obiettivi di lotta immediati e la prospettiva di fondo dell'alternativa anticapitalista;
4) La prospettiva di un'alternativa socialista internazionale, e quindi di un'organizzazione rivoluzionaria internazionale dei lavoratori.»

## Risultati elettorali
| Elezione       | Elezione     | Voti                                        | %                                           | Seggi   |
| -------------- | ------------ | ------------------------------------------- | ------------------------------------------- | ------- |
| Politiche 2008 | Camera       | 208.296                                     | 0,57                                        | 0 / 630 |
| Politiche 2008 | Senato       | 180.442                                     | 0,55                                        | 0 / 315 |
| Europee 2009   | Europee 2009 | 166.531                                     | 0,54                                        | 0 / 72  |
| Politiche 2013 | Camera       | 89.995                                      | 0,26                                        | 0 / 630 |
| Politiche 2013 | Senato       | 113.930                                     | 0,37                                        | 0 / 315 |
| Politiche 2018 | Camera       | Nella lista Per una Sinistra Rivoluzionaria | Nella lista Per una Sinistra Rivoluzionaria | 0 / 630 |
| Politiche 2018 | Senato       | Nella lista Per una Sinistra Rivoluzionaria | Nella lista Per una Sinistra Rivoluzionaria | 0 / 315 |
| Politiche 2022 | Camera       | N.D.                                        | N.D.                                        | 0 / 400 |
| Politiche 2022 | Senato       | 4.484                                       | 0,02                                        | 0 / 200 |

## Iscritti
- 2006: 40
- 2007: dati non disponibili
- 2008: 1.300 circa
- 2009: 1.100 circa
- 2010: 1.100 circa
- 2011: 1.000 circa
- 2012: 1.000 circa
- 2013: 1.000 circa
- 2014: 900 circa
- 2015: 900 circa
- 2016: 900 circa
- 2017: 700 circa
- 2018: 700 circa
- 2019: dati non disponibili
- 2020: 355

## Congressi nazionali
- I Congresso – Rimini, 3–6 gennaio 2008
- II Congresso – Rimini, 5–9 gennaio 2011
- III Congresso – Rimini, 3–6 gennaio 2014
- IV Congresso – Rimini, 5–8 gennaio 2017
- V Congresso – Rimini, 1–2 novembre 2019
- VI Congresso - Rimini, 6-8 Gennaio 2023